# Rattus nitidus
Rattus nitidus es una especie de roedor de la familia Muridae.

## Distribución geográfica
Se encuentra en Bangladés, Bután, China, India, Indonesia, Laos, Birmania, Nepal, Palaos,  Filipinas, Tailandia, y Vietnam.